# كامب لازلو
كامب لازلو (بالإنجليزية: Camp Lazlo)‏ هو مسلسل رسوم متحركة أمريكي ، أنشأه جو موراي في شكل يشبه معسكر صيفي مع مجموعة من الشخصيات المجسمة في أشكال حيوانية.
انتهت السلسلة في عامين ونصف، في 27 مارس 2008 بعد 5 مواسم و61 حلقة. وتم عرضه على كرتون نتورك بالعربية.

## القصة
البرنامج يحكي قصة مغامرات ثلاث شخصيات رئيسية : لازلو، راج وكلام، الذين يقررون قضاء الصيف في مخيم كيدني، والذي يرأسه لومبس العصبي والحازم، مع مساعده سلينك مان الذي على ما يبدو يقوم بكل مهام المخيم وحده، والذي انقلب رأسا على عقب منذ مجيء الأصدقاء الثلاثة (لازلو، راج، كلام).

## الشخصيات
- لازلو: هو رئيس كوخ يدعى جيلي وهو قرد أتى من البرازيل المفعم بالحيوية بحقن بعض من مرحه المميز في المكان. إنه يشبه قليلًا الثوار حيث أنه لا يلتزم بشكل كامل بالقواعد والقيود التي يوجبها المعسكر. كما أنه لا يتصرف بلياقة مع رئيس كشافة لامبوس.
- راج: هو فيل أتى من الهند وأحد أصدقاء لازلو راج فيل مرح يتميز بتعليقه لأعضاء جسده في الهواء. وهو يكره الطعام الداكن ويخاف عند رؤية الثعابين والحشرات ويخشى البقاء لمفرده خاصة أثناء المعسكر الصيفي ورغم مخاوفه يصاحب راج أصدقاءه في جميع مغامراتهم لأنه مثلهم يحب المتعة.
- كلام: هو وحيد قرن ولونه أبيض وأحد أصدقاء لازلو حين أنه يشبه شخصا حزينًا بسبب فقدان الشطائر المعدة للنزهة لا يزال كلام عبقريًا موسيقيًا وأكاديميًا بالفعل وغالبًا ما يُسيء فهمه البعض. نقطة ضعفه هي الأكل في جماعة. لنتناول شيئًا سويًا.

## الأصوات العربية
- عماد فغالي (لازلو)
- أحمد أبو علي (الصوت الأول لراج)
- طوني عاد (الصوت الثاني لراج)
- إبراهيم ماضي (كلام)
- ريتشارد ياني (سامسون)
- شربل أيوب (لومباس، سلينكمان)
- ناجي شامل
- بيان أبو شقرا (سكيب، تشيب، إيدوارد)
- رالين داغر
- زينة ضاهر
- سيلينا شويري

## روابط خارجية
- كامب لازلو على موقع IMDb (الإنجليزية)
- كامب لازلو على موقع ميتاكريتيك (الإنجليزية)
- كامب لازلو على موقع روتن توميتوز (الإنجليزية)
- كامب لازلو على موقع ميوزك برينز (الإنجليزية)
- كامب لازلو على موقع كينوبويسك (الروسية)
- كامب لازلو على موقع قاعدة بيانات الفيلم (الإنجليزية)